# سووخوزنی (سرزمین آلتای)
سووخوزنی (به لاتین: Sovkhozny) یک منطقهٔ مسکونی در روسیه است که در شهرستان آلیسکی واقع شده‌است.